# Comuna Kozîlivka, Koriukivka
Kozîlivka (în ucraineană Козилівка) este o comună în raionul Koriukivka, regiunea Cernihiv, Ucraina, formată din satele Bobrîk, Borok, Dacine, Kozîlivka (reședința), Tîhonivske și Uricicea.

## Demografie
Componența lingvistică a comunei Kozîlivka
     Ucraineană (98,51%)
     Rusă (1,23%)
     Alte limbi (0,13%)
Conform recensământului din 2001, majoritatea populației comunei Kozîlivka era vorbitoare de ucraineană (98,51%), existând în minoritate și vorbitori de rusă (1,23%).